# Стадницкий, Юлиуш
Юлиуш (Юлиан) Наполеон Стадницкий (17 апреля 1806, Поток — 11 марта 1863, Радавец-Дужи) — польский помещик, удостоенный придворного звания камер-юнкера российского императорского двора, участник Ноябрьского восстания в Польше.

## Биография
Представитель польского дворянского рода Стадницких герба «Шренява без креста». Единственный сын старосты заторского и президента Радома Антония Стадницкого (1757—1832) и его второй жены Аниелы Трилеской.
Окончив юридическое образование в Королевском университете в Варшаве и обратившись в кабинет губернатора, он получил степень магистра в области управления в 1826 году. С 1827 года он работал секретарем-адъюнктом в административном совете. В том же году он занял должность секретаря-клерка правительственной комиссии по делам религий и общественного просвещения. Там он помог Станиславу Грабовскому в отделе цензуры. 28 октября 1830 года он был назначен на должность секретаря-президента в этой комиссии. 28 декабря 1830 года, после начала Ноябрьского восстания, он был уволен, а в январе 1831 года он вступил на службу в повстанческой армии в качестве поручика. В битве при Грохове Юлиуш Стадницкий был ранен в ногу, а 26 мая он был тяжело ранен в грудь во время битвы при Остроленке. 9 июня он был награжден Золотым крестом Ордена Virtuti Militari и отправился в деревню, а затем в Краков, чтобы залечить раны.
После амнистии в 1832 году Юлиуш Стадницкий принес перед российским резидентом в Кракове присягу на верность российскому императору Николаю I, благодаря чему был удостоен придворного звания камер-юнкера, но уже не участвовал в политической деятельности в Царстве Польском.
В 1836 году, после свадьбы он поселился в имении жены Осмолице, где вел хозяйство и основал лесопилку.
В 1842 году унаследовал от Урсулы Устржицкой Тарнувский дворец в краковском предместье в Варшаве (№ 388). Продал этот дворец в 1843 году Юзефу Орановскому.
Он попытался в Геральдике Царства Польского получить графский титул, но безуспешно (семья Стадницких получила австрийское графское звание в 1873 году).
В 1847 году Юлиуш Стадницкий был исключен из списка камер-юнкеров. С 1858 года он занимался общественной деятельностью, работал в Обществе сельского хозяйства, был председателем поветовой комиссии по очистке, был председателем (в 1861—1862 годы) Попечительский совет благотворительных работ Люблинского повята.
После смерти «от сердца» в марте 1863 года Юлиуш Стадницкий был похоронен в родовой усыпальнице в селе Быхавка-Первша.
В 1836 году Юлиуш Стадницкий во Львове женился на Марии Текле Урсуле Грабовской (1812 — 15 июня 1848), дочери сенатора Томаша Грабовского (1787—1840) и Олимпии Тарновской (1788—1874). У супругов было четверо детей:
- Станислав Стадницкий (1836 — 29 июня 1911), был женат на графине Ядвиге Бадени (1850—1886), дочери графа Владислава Бадени.
- Томаш Стадницкий[пол.] (9 октября 1838 — 5 января 1912), жена — Констанция Иордан (1843—1905)
- Ян Непомуцен Стадницкий (19 января 1843 — 6 июля 1902), был женат с 1868 года на Жозефе Волк-Ланевской (1845—1911)
- Ядвига Мария Стадницкая (1844 — 24 сентября 1916), муж с 1877 года Адам Юзеф Феликс Фредро-Бонецкий (1842—1909), польский историк и геральдист.